# Інститут Ґеллапа
Інститут Ґеллапа (англ. The Gallup Organization) — американський інститут дослідження громадської думки.
У 1935 Джордж Ґеллап створив при Принстонському університеті Американський інститут суспільної думки. Виникнення цього закладу пов'язане з розвитком професіонального вивчення суспільної думки у 1930-х роках. У цей час почала використовуватися науково обґрунтована вибірка, більш ретельно розроблялися анкети, створювалися професійні підрозділи, зайняті опитуваннями. Д. Ґелапп з 1933 був директором дослідницького відділу рекламного агентства в Нью-Йорку, досліджував читаність газет і журналів, вивчав думку виборців, застосовуючи різні методики. У 1936 він проаналізувавши вибірку, вказав на помилку «Літерарі дайджест», і обґрунтував висновок про перемогу Рузвельта.
Інститут Ґеллапа проводить двічі на тиждень загальнонаціональні і регіональні опитування і публікує їхні результати в 150 газетах. Щомісяця видається журнал «Індекс суспільної думки», де публікуються результати з коментарями, діаграмами, схемами. Крім загальнонаціональних опитувань проводить опитування окремих груп населення, у тому числі студентів, молоді, конфіденційні опитування для комерційних і промислових сфер. Має 30 філій у 50 країнах.
У результаті багаторічного експериментування Д. Ґеллап зупинився на вибірці 1500 осіб, хоча в окремих випадках опитується 5000 і більше. Так, вивчаючи думки з приводу сухого закону, він опитав 12 тис. осіб і довів, що після 400 число супротивників закону залишалося понад 60%. Опитування проводяться шляхом інтерв'ю, що триває від години до півтори годин.
Інститут Ґеллапа брав участь і відзначався високою точністю при прогнозуванні виборчих кампаній в США — з 16 виборчих кампаній Президента дані цього інституту дозволили в 14 правильно визначити переможця (окрім 1948 та 1976), а середня абсолютна похибка прогнозів стосовно кандидатів республіканської та демократичної партії у чотирьох випадках була нижчою за 1% (1960, 1968, 1972, 1984), в 3-х за 2% (1956, 1976, 1996), в 4-х за 3% (1940, 1944, 1964, 1988), в двох (1980, 1992) за 4%, в двох за 5% (1948, 1952). І тільки в першому дослідженні 1936 року вона перевищувала 6%.